# Kajana
För asteroiden, se 1519 Kajaani.

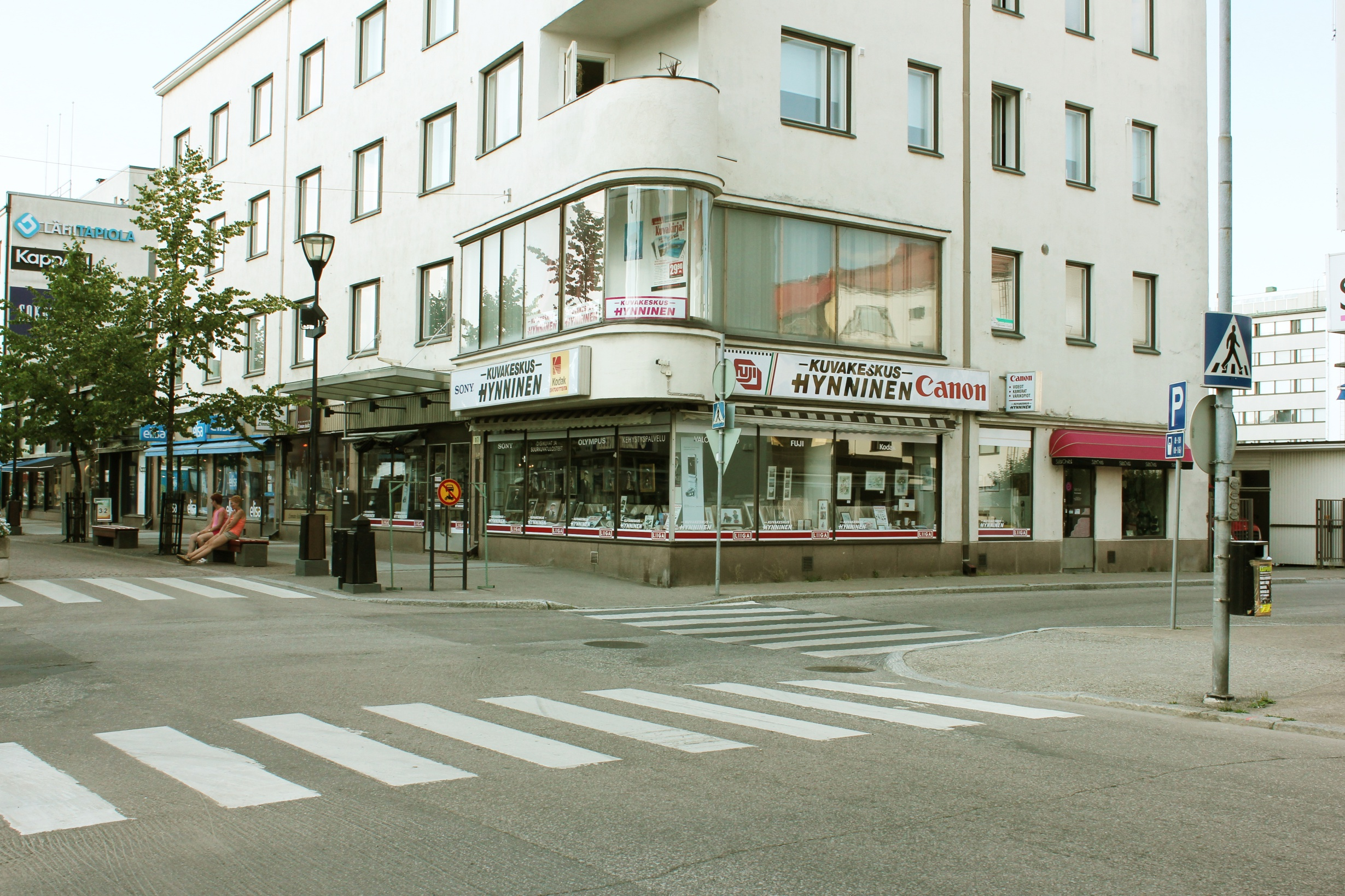
Vy mot hörnet av gatorna Kauppakatu och Kirkkokatu i Kajana.

Kajana (finska: Kajaani) är en stad i landskapet Kajanaland i f.d. Uleåborgs län. Staden har 36 493 invånare och har en yta på 2 264 km², varav 1 834,94 km² är landområden.
Kajana är enspråkigt finskt.
Tätorten Kajana, Kajana centraltätort, har 29 442 invånare (2021).

## Historia
Kajaneborg grundlades 1604 för att försvara rikets östra gräns. Staden Kajana uppstod runt borgen, och fick stadsrättigheter 1651 av Per Brahe, som förlänats området 1650. Kajaneborg sprängdes 1716 under Stora ofreden.
Kajana jägarbataljon, uppsatt på 1780-talet var det första svenska militära förbandet som officiellt utrustades med skidor.

### Kommunsammanslagningar

#### År 1977
Staden Kajana och kommunen Kajana landskommun sammanslogs den 1 januari 1977 till den nya staden Kajana.

#### År 2007
Staden Kajana och kommunen Vuolijoki sammanslogs den 1 januari 2007 till den nya staden Kajana. Kajana hade 35 463 invånare (per 2006-10-30) och en yta på 1 369,9 km², varav 1 147,44 km² var landområden.

## Tätorter
Vid Statistikcentralens tätortsavgränsning den 31 december 2021 fanns sex tätorter inom Kajana stads område:
| Nr | Tätort               | Folkmängd |
| -- | -------------------- | --------- |
| 1  | Kajana centraltätort | 29 442    |
| 2  | Otanmäki             | 668       |
| 3  | Kirkkoaho            | 627       |
| 4  | Kuluntalahti         | 486       |
| 5  | Vuolijoki kyrkoby    | 392       |
| 6  | Paltaniemi           | 296       |

## Politik

### Mandatfördelning i Kajana stad, valen 1976–2021
| 18 | 9 | 11 | 3 |  | 9 |

| 16 | 9 |  | 12 |  |  | 10 |

| 15 | 8 |  | 3 | 13 |  | 10 |

| 12 |  | 8 |  |  | 15 |  | 9 |

| 14 | 10 | 3 |  |  | 13 |  | 7 |

| 14 | 8 | 3 |  | 17 | 8 |

| 11 | 7 | 3 | 3 | 19 |  | 7 |

| 11 | 9 |  |  | 18 |  | 8 |

| 36 | 15 |

| 10 | 6 |  | 3 | 4 | 17 |  | 8 |

| 32 | 19 |

| 8 | 7 |  | 3 | 9 | 13 |  | 8 |

| 30 | 21 |

| 10 | 7 | 5 | 6 | 14 |  | 8 |

| 30 | 21 |

| 9 | 6 | 4 | 11 | 12 |  | 8 |

| 29 | 22 |

### Vänorter
Kajana har följande vänorter:
- Jiujiang, Kina, sedan 2006
- Marquette, USA, sedan 1997
- Nyíregyháza, Ungern, sedan 1981
- Rostov-na-Donu, Ryssland, sedan 1956
- Schwalm-Eder-Kreis, Tyskland, sedan 1973
- Östersund, Sverige, sedan 1943

## Demografi

### Befolkningsutveckling
| Befolkningsutvecklingen i Kajana stad 1975–2020                                                              | Befolkningsutvecklingen i Kajana stad 1975–2020 | Befolkningsutvecklingen i Kajana stad 1975–2020 | Befolkningsutvecklingen i Kajana stad 1975–2020 | Befolkningsutvecklingen i Kajana stad 1975–2020 |
| --- | ----------------------------------------------- | ----------------------------------------------- | ----------------------------------------------- | ----------------------------------------------- |
| |                                                 |                                                 |                                                 |                                                 |
| År |                                                 |                                                 | Folkmängd                                       |                                                 |
| 1975 | 1975                                            |                                                 | 35 380                                          |                                                 |
| 1980 | 1980                                            |                                                 | 38 016                                          |                                                 |
| 1985 | 1985                                            |                                                 | 39 416                                          |                                                 |
| 1990 | 1990                                            |                                                 | 39 577                                          |                                                 |
| 1995 | 1995                                            |                                                 | 39 827                                          |                                                 |
| 2000 | 2000                                            |                                                 | 38 912                                          |                                                 |
| 2005 | 2005                                            |                                                 | 38 217                                          |                                                 |
| 2010 | 2010                                            |                                                 | 38 157                                          |                                                 |
| 2015 | 2015                                            |                                                 | 37 622                                          |                                                 |
| 2020 | 2020                                            |                                                 | 36 567                                          |                                                 |
| Anm: Uppgifterna avser förhållandena den 31 december nämnda år enligt områdesindelningen den 1 januari 2022. |                                                 |                                                 |                                                 |                                                 |

### Språk
Befolkningen efter språk (modersmål) den 31 december 2022. Finska, svenska och samiska räknas som inhemska språk då de har officiell status i landet. Resten av språken räknas som främmande. För språk med färre än 10 talare är siffran dold av Statistikcentralen på grund av sekretesskäl. Språk med färre än 30 talare har räknats ihop för att minska tabellens storlek.
| Språk                                       | Talare 2022-12-31 | Talare 2022-12-31 |
| Språk                                       | Antal             | Andel (%)         |
| ------------------------------------------- | ----------------- | ----------------- |
| Hela befolkningen                           | 36 297            | 100,0             |
| Inhemska språk totalt                       | 34 445            | 94,9              |
| Finska                                      | 34 405            | 94,8              |
| Svenska                                     | 38                | 0,1               |
| Samiska                                     | 2                 | 0,0               |
| Främmande språk totalt                      | 1 852             | 5,1               |
| Ryska                                       | 758               | 2,1               |
| Arabiska                                    | 182               | 0,5               |
| Engelska                                    | 62                | 0,2               |
| Kurdiska                                    | 60                | 0,2               |
| Somaliska                                   | 59                | 0,2               |
| Thailändska                                 | 59                | 0,2               |
| Tigrinska                                   | 48                | 0,1               |
| Annat språk                                 | 48                | 0,1               |
| Estniska                                    | 41                | 0,1               |
| Ukrainska                                   | 37                | 0,1               |
| Persiska                                    | 33                | 0,1               |
| Spanska                                     | 31                | 0,1               |
| Språk med färre än 30 talare men fler än 10 | 287               | 0,8               |
| Språk med färre än 10 talare                | 147               | 0,4               |

|  | Finska (94,8 %) |

|  | Svenska (0,1 %) |

|  | Samiska (0,0 %) |

|  | Främmande språk (5,1 %) |

|  | Finska (94,8 %) |

|  | Svenska (0,1 %) |

|  | Samiska (0,0 %) |

|  | Främmande språk (5,1 %) |

## Kultur

### Sevärdheter
- Kajaneborgs ruin
- Kajana rådhus (1831), planerat av Carl Ludvig Engels byrå
- Kajana kyrka (1897), nygotisk träkyrka, planerad av arkitekt Jac. Ahrenberg

## Kända personer
- President Urho Kekkonen bodde några år efter självständigheten i staden.